# يمامة كبيرة (الرقة)
يمامة كبيرة قرية سورية تتبع ناحية مركز تل أبيض في منطقة تل أبيض في محافظة الرقة. بلغ عدد سكانها 555 نسمة في عام 2004 حسب إحصاء المكتب المركزي للإحصاء.